# Jeremy Sheffield
Jeremy Sheffield (* 17. März 1966) ist ein britischer Schauspieler und Balletttänzer.

## Leben
Nach seiner Schulzeit absolvierte Sheffield eine Ausbildung an der  Royal Ballet School im Balletttanz und im Schauspiel. Als Schauspieler trat Sheffield unter anderem in den Fernsehsendungen Holby City und Murder in Suburbia auf. Zu seinen bekanntesten Filmrollen gehören die Filme Creep und Wedding Date. 1984 erschien er in dem Musikvideo I Want to Break Free von Queen. Im Januar 2010 war er in der britischen Ausgabe der Fernsehsendung Dancing on Ice als Teilnehmer zu sehen, wo er gemeinsam mit Susie Lipanova tanzte. Sheffield lebt offen homosexuell in London.

## Filmografie (Auswahl)
- 1995: The Governor (Fernsehserie, 6 Folgen)
- 1995: Safe Haven
- 1997: Anna Karenina
- 1998: Ich hab um dich geweint (Her Own Rules, Fernsehfilm)
- 2000–2003: Holby City (Fernsehserie, 70 Folgen)
- 2003: Hearts of Gold (Fernsehfilm)
- 2004: Creep
- 2004: The Confidence Trick (Kurzfilm)
- 2004–2005: Murder in Suburbia (Fernsehserie, 11 Folgen)
- 2005: Wedding Date (The Wedding Date)
- 2006: Bombshell (Fernsehserie, 7 Folgen)
- 2007: New Tricks – Die Krimispezialisten (New Tricks, Fernsehserie, Folge 4x07)
- 2008: Last Minute Baby (Miss Conception)
- 2008: Liebe auf den zweiten Blick (Last Chance Harvey)
- 2008: The Children
- 2010: StreetDance 3D
- 2010: The Long Lonely Walk (Kurzfilm)
- 2011: The Power of Three
- 2011–2012: Coronation Street (Fernsehserie, 10 Folgen)
- seit 2012: Hollyoaks (Fernsehserie)